# 诺伊明环形山
诺伊明环形山(Neujmin)是月球背面南半球一座古老的大型撞击坑，约形成于酒海纪，其名称取自俄罗斯/苏联天文学家格里戈里·尼古拉耶维奇·涅乌伊明(Grigory Nikolayevich Neujmin，1885年-1946年)，1970年被国际天文学联合会正式批准接受。

## 描述
该环形山西北偏北毗邻日里茨基陨石坑；西北靠近色诺芬陨石坑；齐奥尔科夫斯基环形山坐落在东北；沃特曼陨石坑连接在它的东北偏东壁；东南则是拉普兰环形山；南面横亘着鲍耶环形山，该环形山的中心月面坐标为26°41′S 125°10′E / 26.68°S 125.17°E，直径97公里，深度为2.9公里。
诺伊明环形山外观呈多边形状，西侧壁有一处小突角，外侧壁大部分已明显损毁，环坑壁覆盖着众多齐奥尔科夫斯基环形山形成时产生的大小次生坑。南北二侧坑壁几乎与周边地形形成一体，西北侧内外壁上重叠着多座细小的陨坑，圆形的卫星坑"诺伊明 P"横跨在西南壁。坑内容积10200公里3，坑底表面崎岖不平，西北部有一座黑色岩石环绕的小撞击坑。

## 卫星陨石坑
按惯例，最靠近诺伊明环形山的卫星坑在月图上以字母标注在该坑中心点的旁边。

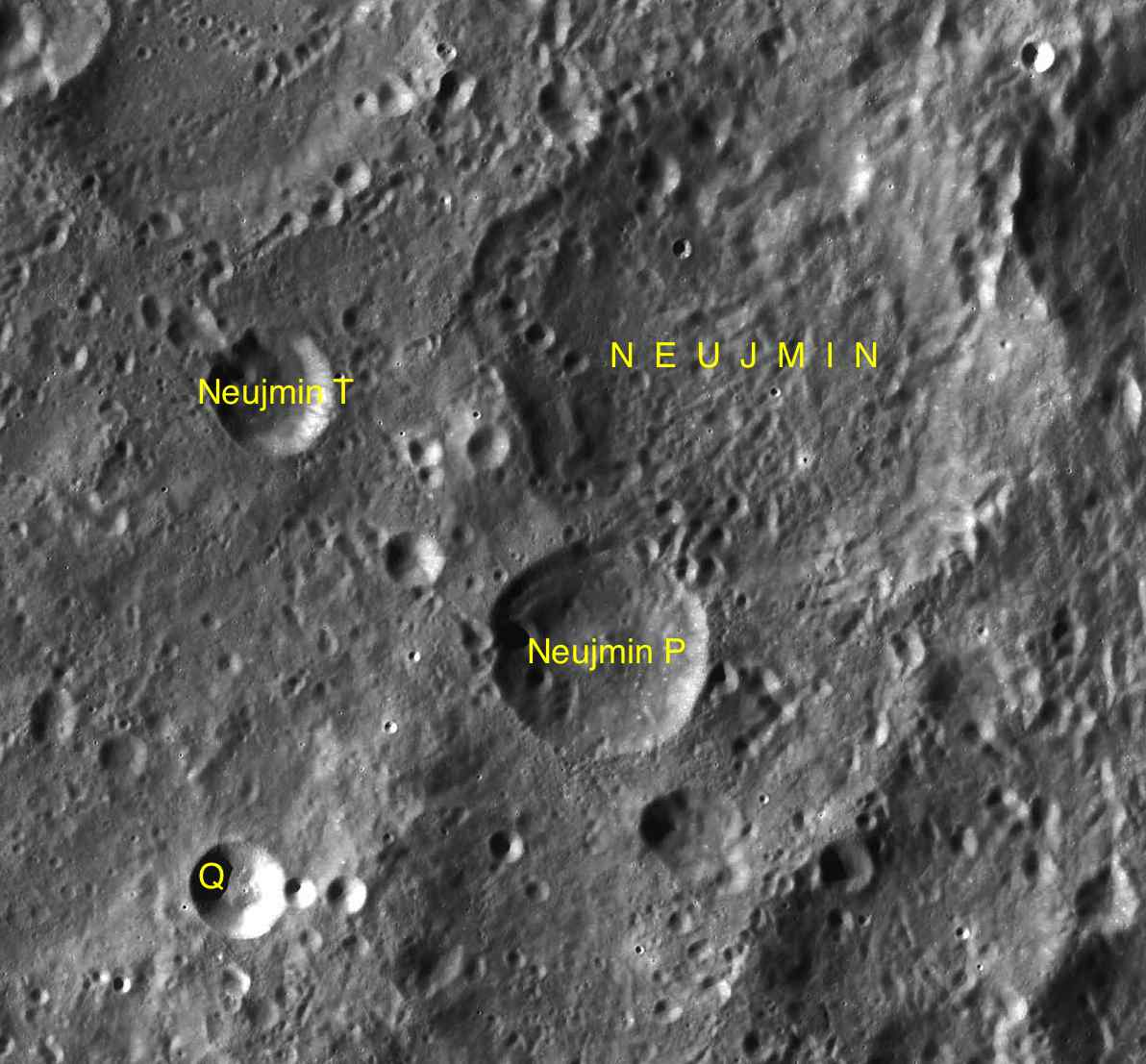
LAC-101 月图

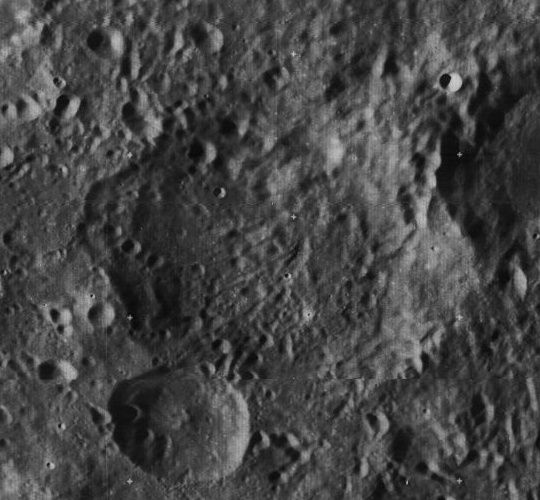
月球轨道器3号拍摄的图像

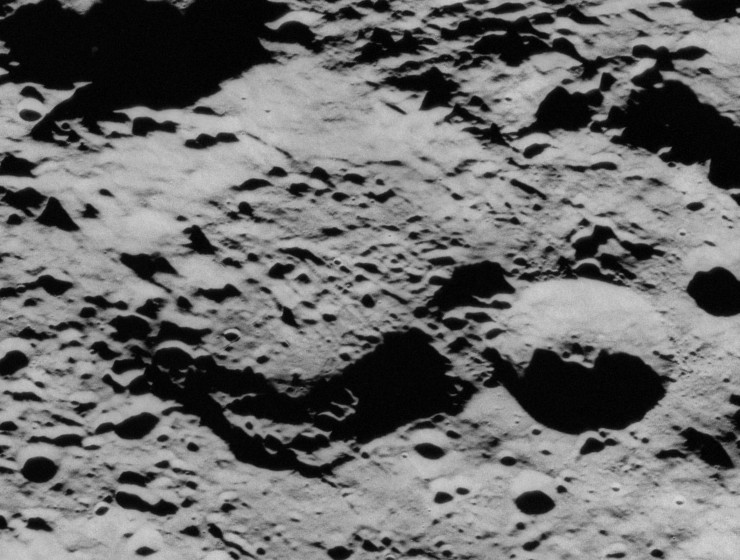
阿波罗17号拍摄的朝东斜视图

| 诺伊明 | 纬度    | 经度     | 直径    |
| ------ | ------- | -------- | ------- |
| P      | 28.5° S | 124.2° E | 38 公里 |
| Q      | 30.0° S | 121.8° E | 17 公里 |
| T      | 27.1° S | 122.0° E | 24 公里 |

- 卫星坑"诺伊明 P"形成于前酒海纪[1]。

## 另请参阅
- Andersson, L. E.; Whitaker, E. A. . NASA RP-1097. 1982.
- Blue, Jennifer. . USGS. July 25, 2007  [2007-08-05]. （原始内容存档于2015-05-26）.
- Bussey, B.; Spudis, P. . New York: Cambridge University Press. 2004. ISBN 978-0-521-81528-4.
- Cocks, Elijah E.; Cocks, Josiah C. . Tudor Publishers. 1995. ISBN 978-0-936389-27-1.
- McDowell, Jonathan. . Jonathan's Space Report. July 15, 2007  [2007-10-24]. （原始内容存档于2015-01-12）.
- Menzel, D. H.; Minnaert, M.; Levin, B.; Dollfus, A.; Bell, B. . Space Science Reviews. 1971, 12 (2): 136–186. Bibcode:1971SSRv...12..136M. doi:10.1007/BF00171763.
- Moore, Patrick. . Sterling Publishing Co. 2001. ISBN 978-0-304-35469-6.
- Price, Fred W. . Cambridge University Press. 1988. ISBN 978-0-521-33500-3.
- Rükl, Antonín. . Kalmbach Books. 1990. ISBN 978-0-913135-17-4.
- Webb, Rev. T. W.  6th revised. Dover. 1962. ISBN 978-0-486-20917-3.
- Whitaker, Ewen A. . Cambridge University Press. 1999. ISBN 978-0-521-62248-6.
- Wlasuk, Peter T. . Springer. 2000. ISBN 978-1-85233-193-1.